# Apocalypse Snow

Apocalypse Snow est une série de courts-métrages de Didier Lafond. Les trois premiers films ont été tournés de 1983 à 1986 dans le domaine des Arcs. Le scénario de ces films dans lesquels de méchants monoskieurs cherchent à capturer le gentil surfeur pour lui voler le secret de la glisse est surtout un prétexte pour montrer des images de glisse.

C'est un des premiers films sur le snowboard, devenu mythique pour tous les adeptes de sports de glisse. C'est également un mélange de promotion pour la nouvelle station des Arcs et pour les surfs Winterstick créés par Dimitrije Milovich,. La station et les marques Killy, Rossignol et Salomon financent le premier film et celui-ci sera influent pour la mode vestimentaire de la jeune génération sur les pistes.
Un quatrième opus de cette saga intitulé Apocalypse Snow - Le retour est sorti en DVD le 8 décembre 2008. Cette fois, ce sont les gentils skieurs qui doivent rattraper le voleur de la combinaison qui recèle le secret de la glisse. Cependant, les glisses proposées dans ce film sont plus nombreuses avec notamment les indémodables ski et snowboard, mais aussi, base jump, parapente, wingsuit et Speed riding.

## Liste des films
- Apocalyse Snow I (1983)
- Apocalypse Snow II, le défi (1984)
- Apocalypse Snow III, les rescapés de l’Apocalypse (1986)
- Apocalypse Snow, le retour (2008)[3]

## Fiche technique
- Image et réalisation : Didier Lafond
- Direction technique : Alain Gaimard (qui s'occupe également du marketing des arcs à l'époque)

## Distribution

### Snowboard
- Régis Rolland

### Monoski
- Pierrot Béguin
- James Blanc
- Claudie Blanc
- Alain Gaimard
- Philippe Lecadre
- Jean-Yves Perry
- Lino Ortuno
- Alain Revel
- Jean-Michel Zucchi
- Larry Gianatti (from USA)

### Wingsuit
- Jean-Noël Itzstein
- Yves Burry
- Alastair Marsh
- James Boole
- Robert Pecnik

### Aile Delta
- Christophe Vaillant